# Hubník (pokrm)
Hubník je český pokrm z hub, typický především pro Podkrkonoší a Pojizeří. Má podobu svítku či zapečené kaše a kromě hub obsahuje krupici nebo rozmočené housky, někdy obojí; vejce, tuk a koření, především česnek. V létě se dělal z čerstvých hub, v zimě ze sušených, výjimkou bylo použití čerstvé čirůvky dvoubarvé, která roste i v zimě, kromě toho se hubník může dělat na slano i na sladko, například se švestkami nebo křížalami. Na Jilemnicku se mu říká také houbenec či houbovec.
Hubník patřil k jídlům typickým pro českou štědrovečerní tabuli, stejně jako jiná jídla z hub jako houbová omáčka, knedlíky s houbami nebo kuba. Marie Úlehlová-Tilschová označuje i použití česneku za typicky vánoční prvek – samotný nebo jako koření se objevoval na vánočním stole protože se se věřilo že chrání před zlými silami a posiluje.